# Porotheleaceae
Porotheleaceae là một họ nấm thuộc bộ Agaricales. Chi điển hình, Porotheleum, được xếp vào nhánh phát sinh chủng loại học năm 2002. Năm 2006, họ nấm được tìm hiểu kĩ hơn mà không còn chi Porotheleum nữa.